# Persoonia media
Persoonia media (лат.) — кустарник или дерево, вид рода Персоония (Persoonia) семейства Протейные (Proteaceae), эндемик восточной Австралии. Прямостоячий или раскидистый кустарник или дерево с голыми или редко опушёнными ветвями и листьями и жёлтыми цветками.

## Ботаническое описание
Persoonia media — раскидистый кустарник или дерево со значительной вариабельностью, с максимальной высотой от 0,3 м до 25 м. Растения на засушливых участках к югу от реки Маклей вырастают из лигнотуберов, они короткие и многоствольные, в то время как растения, произрастающие в более влажных районах, более высокие, одноствольные и, как правило, имеют более узкие листья. Кора гладкая, но у основания ствола мелкотрещиноватая. Веточки, листья и цветки гладкие или редко опушённые, со светло-коричневыми или ржавыми волосками. Листья от эллиптических до яйцевидных, 30-140 мм в длину и 4-35 мм в ширину с загнутыми краями. Цветки расположены поодиночке или группами до шестнадцати на цветоносе длиной до 150 мм, каждый цветок на цветоножке 3-10 мм в длину, листочки околоцветника жёлтые 10-14 мм в длину. Цветение происходит с декабря по апрель.

## Таксономия
Впервые вид был официально описан в 1830 году Робертом Брауном в приложении к его Prodromus Florae Novae Hollandiae et Insulae Van Diemen. Род был рассмотрен Питером Уэстоном в серии Flora of Australia в 1995 году, и вид P. media был помещён в группу Lanceolata, группу из 54 близкородственных видов с похожими цветами, но очень разной листвой. Эти виды часто скрещиваются друг с другом, где встречаются два члена группы. Были зарегистрированы гибриды с P. oleoides, P. linearis, P. conuncta и, возможно, P. adenantha.

## Распространение и местообитание
Persoonia media — эндемик восточных штатов Австралии. Встречается в Национальном парке Лэмингтон и на плато Спрингбрук в юго-восточной части Квинсленда и на юге через Национальный парк Найткэп, верховья реки Мэннинг, восточную часть региона Нью-Ингленд в Новом Южном Уэльсе на Северном плато и на юге до гряды Баррингтон-Топс Большого Водораздельного хребта. Растёт в лесах, включая тропические леса на почвах, образованных из вулканических и метаморфических пород.

## Экология
При пожарах P. media погибает и популяция восстанавливается из банка дремлющих в почве семян. Для созревания семян требуется от 5 до 6 лет, хотя обычно недолговечный вид с продолжительностью жизни 20 лет или меньше.